# Somália
Somália (somali:  Soomaaliya; em árabe: الصومال, transl aṣ-Ṣūmāl), oficialmente República Federal da Somália (somali:  Jamhuuriyadda Federaalka Soomaaliya; em árabe: جمهورية الصومال الفدرالية, transl. Jumhūriyyat aṣ-Ṣūmāl al-Fiderāliyya) é um país localizado no chifre da África, no nordeste do continente africano. Faz fronteira com o Djibuti no noroeste, Quênia no sudoeste, o golfo de Adem com o Iémen a norte, o oceano Índico a leste e com a Etiópia no oeste.
Na Antiguidade, a Somália foi um importante centro de comércio com o resto do mundo antigo. Seus marinheiros e mercadores eram os principais fornecedores de incenso, mirra e especiarias, os itens que foram considerados luxos valiosos para os antigos egípcios, fenícios, micênicos e babilônios com quem o povo Somali negociava. De acordo com a maioria dos estudiosos, a Somália é também o local onde o antigo Reino de Punt estava localizado. Os antigos Punties eram uma nação de pessoas que tinham relações estreitas com o Egito faraônico durante os tempos do faraó Sefrés e da rainha Hatexepsute. As estruturas piramidais, templos e casas antigas de alvenaria em torno da Somália acredita-se que datam deste período. Na época clássica, várias antigas cidades-estado como Opone, Mosyllon e Malao, competiam com os sabeus, partos e axumitas pelo rico comércio indo-greco-romano que também floresceu na Somália.
O nascimento do Islã no lado oposto da costa da Somália no mar Vermelho significou que os comerciantes somalis, marinheiros e expatriados que viviam na península Arábica gradualmente ficaram sob a influência da nova religião através dos seus parceiros comerciais convertidos muçulmanos árabes. Com a migração de famílias muçulmanas que fugiam do mundo islâmico na Somália nos primeiros séculos do Islã e da conversão pacífica da população somali por estudiosos muçulmanos somalis nos séculos seguintes, as antiga cidades-estado gradualmente se transformaram nas islâmicas Mogadíscio, Berbera, Zeilá, Barawa e Merca, que faziam parte da civilização Berberi. A cidade de Mogadíscio chegou a ser conhecida como a Cidade do Islão e controlou o comércio de ouro do Leste Africano durante vários séculos. Na Idade Média, vários poderosos impérios somali dominaram o comércio regional, incluindo o Estado de Ajuuraan, que era excelência em engenharia hidráulica e construção de fortalezas, o Sultanato de Adal, cujo general, Ahmed Gurey, foi o primeiro comandante Africano na história a usar canhões de guerra no continente durante a conquista do Adal pelo Império Etíope, e da Dinastia Gobroon, cujo domínio militar forçou os governadores do Império Omani no norte da cidade de Lamu a pagar tributo ao sultão somali Ahmed Yusuf. No final do século XIX, após o fim da Conferência de Berlim, impérios europeus partiram com seus exércitos para o Corno de África. As nuvens imperiais oscilando sobre a Somália alarmaram o líder dervixe Muhammad Abdullah Hassan, que se reuniu com soldados somali de todo o Chifre da África e começou uma das mais longas guerras de resistência colonial.
A Somália nunca foi formalmente colonizada. O Estado Dervixe repeliu com sucesso o Império Britânico por quatro vezes e obrigou-o a retirar-se para a região costeira. Como resultado de sua fama no Oriente Médio e na Europa, o Estado Dervixe foi reconhecido como um aliado pelo Império Otomano e o pelo Império Alemão, e manteve-se durante a Primeira Guerra Mundial como o único poder muçulmano independente no continente africano. Após um quarto de século, mantendo os britânicos na baía, os dervixes foram finalmente derrotados em 1920, quando o Reino Unido usou pela primeira vez na África aviões que bombardearam a capital, Taleex. Como resultado deste bombardeamento, os antigos territórios dervixes foram transformados em um protetorado da Grã-Bretanha. A Itália enfrentou situação semelhante quando sofreu a mesma oposição de sultões somalis e dos exércitos e não adquiriu o controle total de partes da Somália moderna até a era fascista, no fim de 1927. Esta ocupação durou até 1941 e foi substituído por uma administração militar britânica. O Norte da Somália continuaria a ser um protetorado e o sul da Somália tornou-se em 1949 uma tutela das Nações Unidas sob a administração italiana, o Protetorado da Somalilândia. A União das duas regiões, em 1960, formou a República Democrática Somali.
Devido aos laços de longa data com o Mundo Árabe, a Somália foi aceita em 1974 como membro da Liga Árabe. Para reforçar a sua relação com o resto do continente africano, a Somália se juntou a outras nações africanas, quando fundou a União Africana e começou a apoiar o ANC na África do Sul contra o regime do apartheid, além dos os separatistas eritreus na Etiópia durante a Guerra de Independência da Eritreia. Um país muçulmano, a Somália é um dos membros fundadores da Organização da Conferência Islâmica e é também um membro da ONU e MNA. Apesar do sofrimento constante de guerras civis e da instabilidade política, a Somália também tenta sustentar uma economia de livre mercado que, segundo a ONU, supera as de muitos outros países da África. A Somália é conhecida por ser um dos países mais corruptos do mundo, empatando com a Coreia do Norte. O litoral da Somália oferece acesso privilegiado a toda região e é historicamente objeto de disputa entre os países do Golfo Pérsico por ser considerada rota vital estratégica.

## História

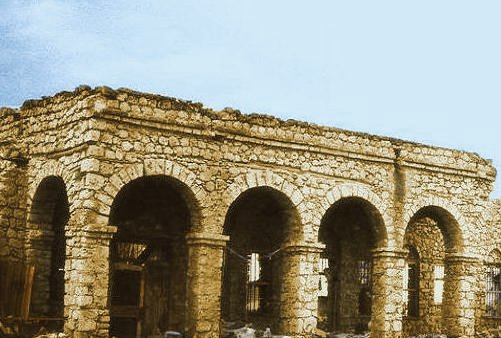
Ruínas do sultanato de Adal em Zeilá, Somália

A história do atual território da Somália remonta à antiguidade, quando a região foi conhecida pelos antigos egípcios. Entre os séculos II e VII d.C. da nossa era, muitas partes dos territórios foram anexados ao Império de Axum. Pouco tempo depois, certas tribos árabes se instalaram ao largo da costa do golfo de Adem, e ali fundaram um sultanato, concentrado no Porto de Zeilá. Ao mesmo tempo, o país se tornou islâmico devido à influência dos xiitas vindos do atual Irã. De todas as formas, os habitantes conservaram suas línguas ancestrais em vez de adotar o árabe.
A partir do século VIII, somalis e pastores nômades instalados ao norte do Corno de África começaram até a atual região somali. Anteriormente, os oromos, pastores-agricultores, iniciaram uma migração até o Ogadênia e planície abissínia. Todos estes povos se instalaram definitivamente no território. Alguns povos árabes tentaram se apropriar do território e muitos somalis foram se desprezando ao exterior, sobretudo até a Etiópia.

### Século XIX e XX

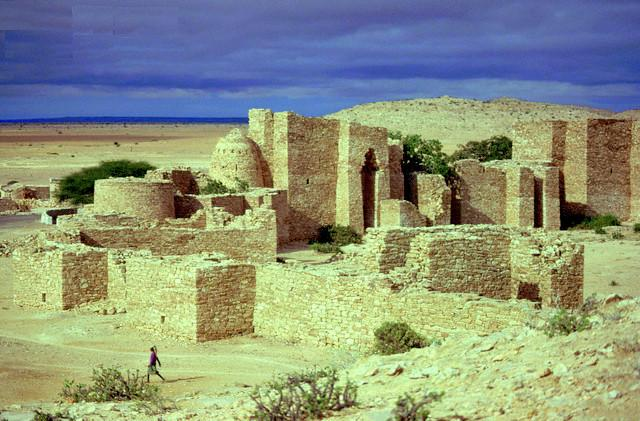
Capital do Estado Dervixe de Muhammad Hassan Abdullah

Ao longo dos séculos XIX e XX, franceses, britânicos e italianos estabeleceram domínios na região. A Somália atual surgiu em 1960, quando dois protetorados (um italiano e outro britânico) uniram-se. A Somália Britânica ganhou independência como Estado da Somalilândia em 26 de junho de 1960. Dias depois, um referendo aprovou a unificação com o Protetorado da Somalilândia, dando origem a República da Somália em 1 de julho de 1960. A então Somália Francesa, atual Djibuti, conseguiu sua independência por separadamente, em 1977.
A Liga de Juventude Somali se manteve no poder durante os anos 1960, tendo como presidente Abdi Rashid Shermake, que foi assassinado em 1969, e por meio de um golpe de estado chegou ao poder Siad Barre.
Durante esta época, a Somália teve estreitas relações com a União Soviética. Em 1974, Somália e União Soviética assinaram um tratado, que previa aos soviéticos uma base militar no país africano. Mas o acordo foi rompido após três anos, entre intrigas que envolviam a vizinha Etiópia, rival somali, em uma guerra entre ambos, onde a Somália se voltou para o Ocidente. Portanto, a situação econômica do país era muito delicada.
Ante esta péssima situação econômica, surgiu uma oposição armada no norte do país em 1987. Em 1990, este grupo adquiriu o controle de grande parte do território, dissolvendo-se de fato o estado somali já existente.
Este grupo opositor se dividiu em 1991 por motivos diferentes e distintos, entre eles as tradicionais inimizades entre diferentes classes e etnias: o Movimento Patriótico Somali (MPS) ao sul e o Movimento Nacional Somali (MNS) ao norte. Por outro lado, o grupo Congresso Unido Somali (CUS) tomou a capital Mogadíscio, provocando a queda de Siad Barre.
Com o país sofrendo pelos conflitos internos, o governo central desapareceu após a queda da ditadura pró-soviética de Siad Barre, em 1991. Os "senhores da guerra" tomaram conta do país esfacelado. Desde então, a Somália vive em guerra civil intermitente, a qual matou dezenas de milhares de somalis. Não existe mais unidade nacional, e o país fragmentou-se em regiões. Em 1991, surgiu a Somalilândia, que chegou a declarar sua independência da Somália no mesmo ano, por Mohamed Ibrahim Egal, no mesmo ano da Jubalândia. Apesar da sua relativa estabilidade, em comparação com a tumultuosa região sul, não foi reconhecida como estado independente por nenhum governo estrangeiro.

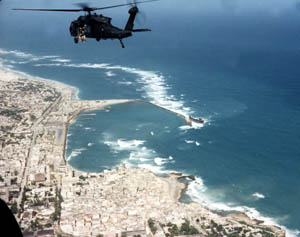
Um UH-60 Black Hawk estadunidense sobrevoando Mogadíscio em 3 de outubro de 1993 durante a Batalha de Mogadíscio

Em 1992 iniciou-se, primeiramente no sul, uma ação humanitária da ONU, encabeçadas por tropas dos Estados Unidos. Embora conseguisse diminuir a fome no país, a operação foi um fiasco, com a morte de 18 soldados norte-americanos. Esta história é contada no filme Black Hawk Down de Ridley Scott. Os marines deixaram o país em 1993. Sozinha, a ONU acabou por retirar-se oficialmente a 3 de março de 1995. A ONU interveio para a formação de um governo, sem ter êxito. Por outro lado, a Somalilândia presenteava uma maior estabilidade, do que outros recentes estados proclamados no território antigo da Somália, como Puntlândia, constituído em 1998, mas seguiu sem ser reconhecida por nenhum país. Puntlândia, por sua parte, não se instaurou como estado independente, e sim como parte da Somália, baixo à forma de "estado autônomo", com a obrigação autoimposta de restaurar e manter a unidade somali, baseando em sistema federal.
Em 1998 registaram-se mais duas cisões no país, e uma quarta em 1999, todas elas de contornos pouco claros. A última cisão conduziu à autonomia de Puntlândia ou Southwestern Somalia ("Somália do Sudoeste"), contudo dada à situação pouco clara no que concerne às fronteiras da Somália, há que ponderar antes de atribuir este título.
Em 2000, os delegados da conferência de reconciliação, reunidos em Arta, aprovaram uma lei nacional que atuaria como constituição da Somália por um período de três anos de transição. Esta constituição garantia aos somalis a liberdade de expressão e associação, direitos humanos, e realizava uma separação de poderes, garantindo sua independência. Durante este período de transição, a República Somali adotou um sistema federal de governo, como 18 administrações regionais. A Assembleia de Transição Nacional exercia o Poder Executivo. Estava formada por 245 membros, 44 por cada uma das quatro classes principais (Dir, Hawiye, Darod y Oigil), 24 na aliança das classes menores, assim como 20 para somalis de grande influência e 25 para mulheres. Foi inaugurada em agosto de 2000 e elegeu como primeiro presidente do Governo de transição Somali, Abdiqasim Salad Hassan, que, entre outras coisas, interveio militarmente na Jubalândia em 2004.
Em outubro de 2004 elegeu-se Abdullahi Yusuf Ahmed como presidente do Governo Nacional de Transição. A eleição aconteceu em Nairóbi, capital do Quênia, já que Mogadíscio era controlada por chefes tribais. Sem serviços públicos e forças de segurança do Estado, a capital somali vive sob a influência dos chamados "senhores de guerra", principais chefes dos clãs do país falido. Sediado em Baidoa, a 200 km a noroeste de Mogadíscio, o governo de Yusuf e do primeiro-ministro Ali Mohammed Ghedi é reconhecido pela comunidade internacional, mas é tido como fraco, pois não é reconhecido pelos chefes tribais.

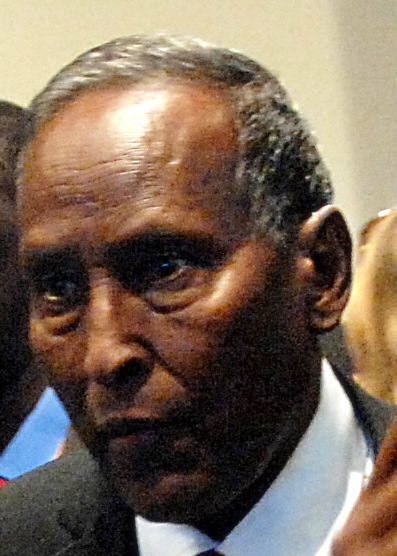
Abdullahi Yusuf Ahmed

Em 26 de dezembro de 2004, uma das catástrofes naturais mais devastadoras da história contemporânea, o tsunami que varreu os países do Sudoeste Asiático, também afetou a Somália, destruindo povoações e segundo as estimativas, causando a morte de 298 pessoas.
Em maio de 2006, iniciou-se a Segunda Batalha de Mogadíscio, entre a Aliança para a Restauração da Paz e contra o terrorismo e milícias leais à União de Tribunais Islâmicos. Em 5 de junho, ao menos 350 pessoas morreram em fogo cruzado.
O segundo governo de transição, dirigido por Abdullahi Yusuf Ahmed, quem anteriormente havia sido presidente de Puntlândia até 2004, e que aprovou uma intervenção de paz pela ONU, declarou que a aliança dos senhores de guerra (referindo-se a ARPCT) combatiam o poder executivo.
Com a inexistência na prática de um governo central, a Somália persiste imersa em uma guerra civil. Em 5 de junho de 2006, milícias islâmicas - que formam a União das Cortes Islâmicas (UCI) - tomaram grande parte da capital somali. A UCI controla outros territórios no país e pretende impor a lei islâmica (Sharia) nestas zonas. Em junho, o governo somali de transição e a UCI assinaram um acordo de reconhecimento mútuo. Um mês depois, um dos últimos focos de resistência dos senhores da guerra foi derrotado, após dois dias de batalha que deixou 140 mortos e 150 feridos.
Em julho de 2006, a UCI passou a controlar todo o sudeste do país e a capital Mogadíscio e avançava para tomar controle do resto do país. O governo interino pediu ajuda internacional, e  o Conselho de Segurança da ONU aprovou planos de enviar uma força de paz africana para apoiar Yusuf. Segundo a ONU, as Cortes estavam sendo providas de armas pela Eritreia e o governo interino somali estava sendo armado pela Etiópia. O governo etíope foi que mais apoiou o governo interino da Somália e, em dezembro, ordenou uma incursão militar direta neste país contra alvos da milícia islâmica. Forças etíopes e do governo interino tomaram várias cidades que estavam sob controle da União das Cortes Islâmicas (UCI), inclusive Mogadíscio. O novo conflito levou milhares de refugiados somalis para a fronteira com a Etiópia e o Quênia.

Bandeira do Conselho Supremo das Cortes Islâmicas

Ao largo de 2007, tanto a Jubalândia quanto à maior parte dos territórios controlados pela União das Cortes Islâmicas, assim como Galmudug, passaram provisoriamente nas mãos do Governo de Transição Somali, quedando o estado proclamado da Somalilândia, e em medida menor o estado autônomo de Puntlândia, como principais decisões para a reunificação total da antiga Somália, junto às ações armadas dos restos da UCI. No mesmo ano, parte da UCI se converteu em Aliança para a Reliberação da Somália (ARS).
A ARS, junto com o governo de transição somali, compactaram em outubro de 2008 em ampliar o Parlamento e a constituir um governo de unidade, o que levou, em janeiro de 2009, à eleição do terceiro presidente do Governo de Transição Somali, Sharif Ahmed, que exerce até hoje o cargo de presidente da Somália, que anteriormente foi membro da União de Cortes Islâmicas, como o intuito de criar um governo nacional que pacificava finalmente todas as facções.
Os Estados Unidos e o Reino Unido apoiaram a intervenção estrangeira na Somália, pois temem que a UCI tenha ligações com a rede terrorista Al-Qaeda. Em 20 de março de 2009 foi assinado, em Djibuti, pelo governo de transição somali e pela opositora Aliança para a Nova Libertação da Somália mais um acordo para tentar levar estabilidade ao país.

### Guerra Civil

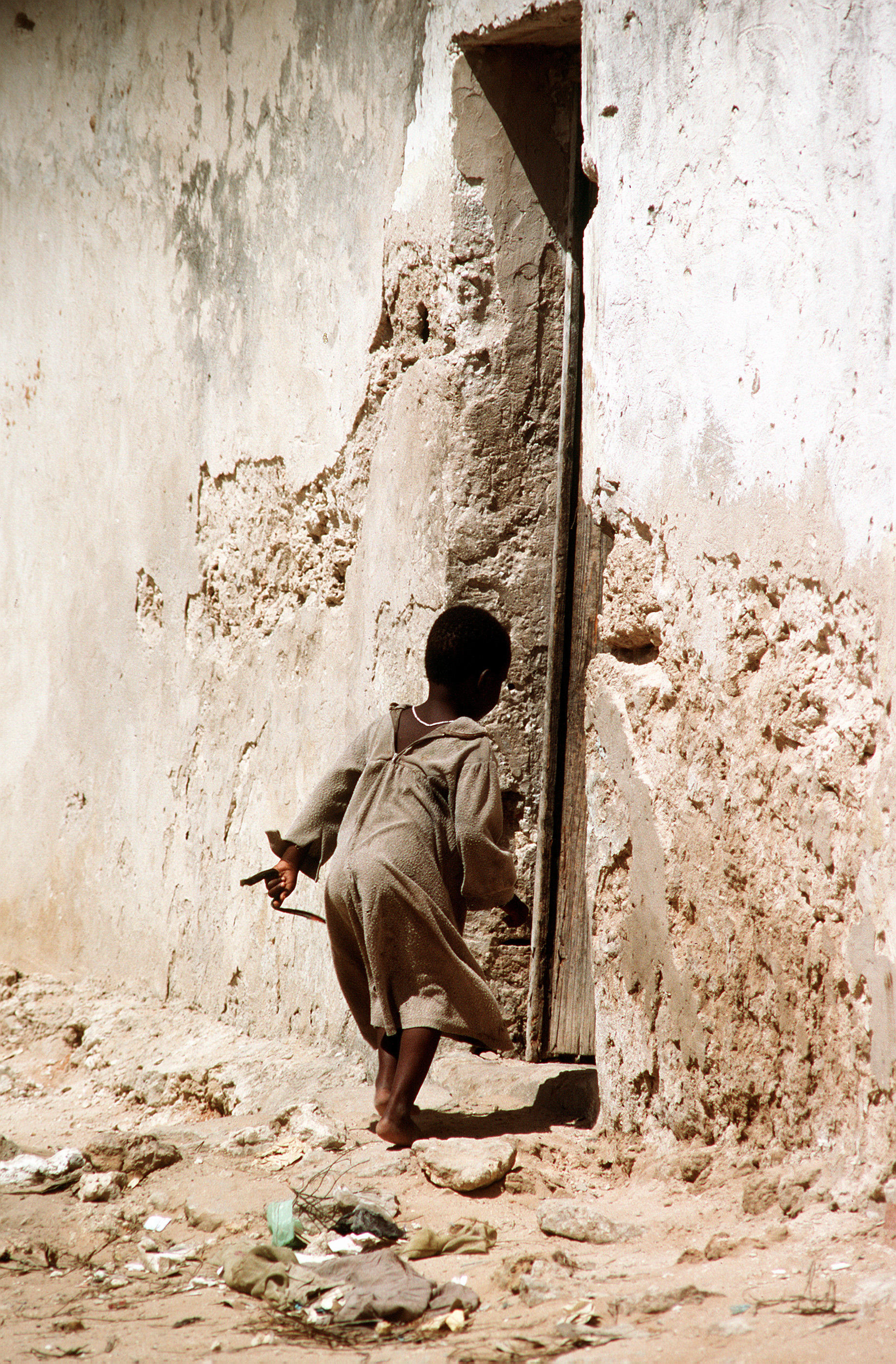
Uma criança pobre somali em uma região de Mogadíscio afetada pela guerra civil

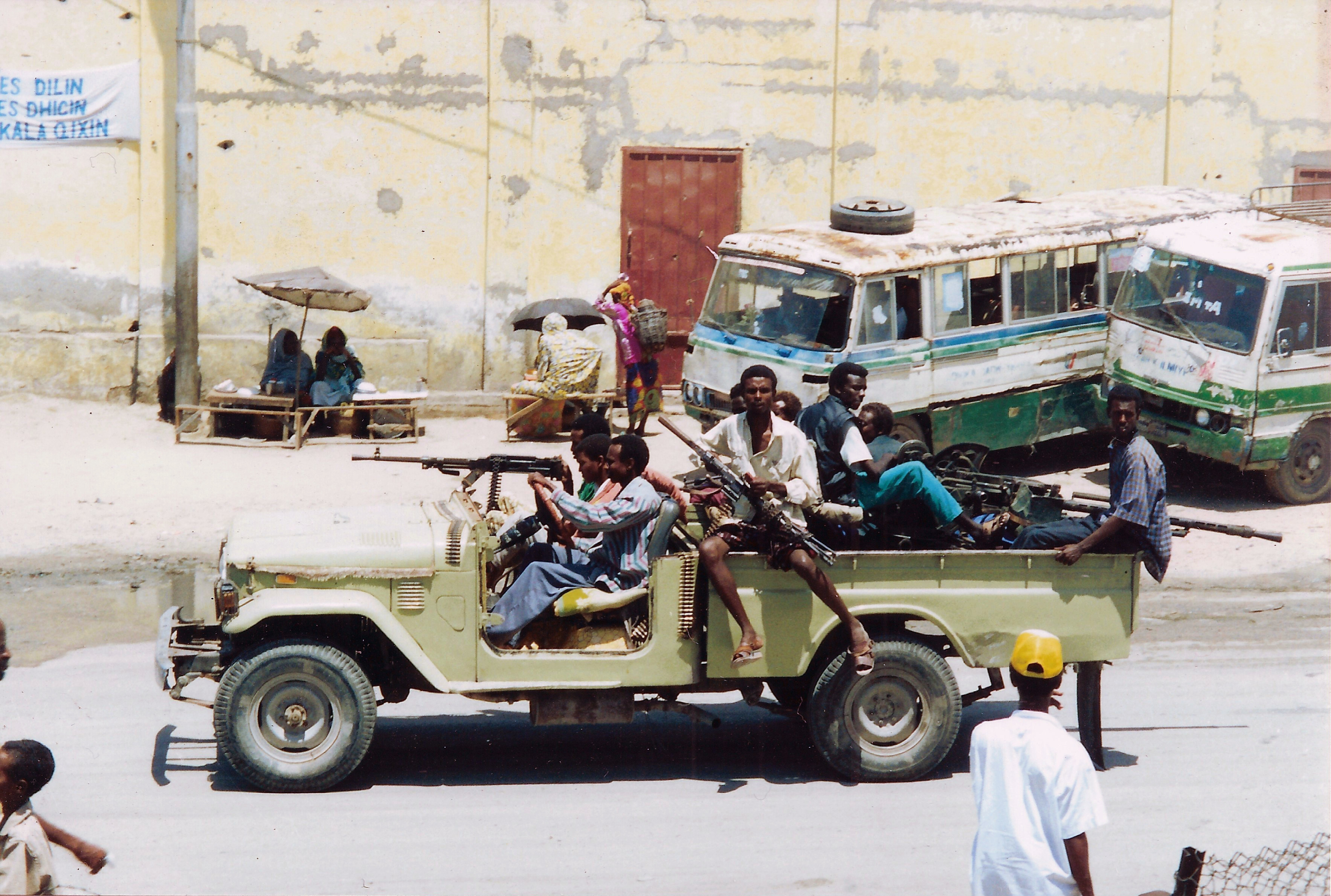
Rebeldes da Somália

Em 1991 se viram grandes mudanças na Somália. O presidente Siad Barre foi derrubado pelos clãs do norte e do sul combinados com todas as forças das quais eram apoiadas e armadas pela Etiópia. E na sequência de uma reunião do Movimento Nacional Somali e anciões dos clãs do norte, a parte antiga do norte britânico do país declarou sua independência como a Somalilândia em maio de 1991, embora de facto independente e relativamente estável em relação ao sul tumultuada, não foi reconhecida pelo governo local e por nenhum governo estrangeiro.
Em janeiro de 1991, o presidente Ali Mahdi Muhammad foi escolhido presidente interino até uma conferência entre todas as partes interessadas a ser realizada em Djibuti (país vizinho) no mês seguinte para selecionar um líder nacional. Contudo, o Reino do Congresso Somali, tendo como líder militar o general Mohamed Farrah Aidid, o Movimento Nacional Somali tendo como líder Abdirahman Toor e o Movimento Patriótico Somali tendo líder Col Jess, se recusaram a reconhecer Mahdi como presidente.
Isto causou uma cisão entre o SNM, USC e SPM e os grupos armados, o Movimento Democrático Somali (SDM) e Aliança Nacional Somali (SNA), por um lado e no seio das forças USC. Este esforço levou a remover Barre, que ainda afirmou ser o presidente legítimo da Somália. Ele e seus partidários armados permaneceram no sul do país até meados de 1992, causando uma nova escalada da violência, especialmente no Gedo, Bay, Bakool, Lower Shabelle, Juba Inferior, Médio e regiões Juba. O conflito armado na USC devastou a região de Mogadíscio.
A guerra civil tem interrompido a agricultura e a distribuição de alimentos no sul da Somália. A base da maioria dos conflitos foram as fidelidades clã e competição por recursos entre os clãs rivais. James Bishop, o embaixador dos Estados Unidos para a Somália passada, explicou que há "concorrência para a água, pastagens, gado e… É uma competição que costumava ser travada com flechas e sabres… Agora é travada com AK-47s". A resultante fome (cerca de 300 000 mortos) levou as Nações Unidas em 1992 a autorizarem uma operação de paz limitada a Operação das Nações Unidas na Somália I (UNOSOM I), que era limitada a usar força para autodefesa, ela logo foi ignorada pelos beligerantes.
Em reação à violência contínua e à catástrofe humanitária, os Estados Unidos organizaram uma coalizão militar com o propósito de criar um ambiente seguro no sul da Somália para a realização de operações humanitárias. Esta coligação, ("Unified Task Force" ou UNITAF) entrou na Somália em dezembro de 1992, na operação "Restore Hope" e foi bem-sucedida em restaurar a ordem e aliviar a fome. Em maio de 1993, a maioria das tropas dos Estados Unidos se retirou e a UNITAF e foi substituída pela Operação das Nações Unidas na Somália II (UNOSOM II).
Contudo, Mohamed Farrah Aidid viu UNOSOM II como uma ameaça ao seu poder e em junho de 1993 sua milícia atacou as tropas do exército do Paquistão em Mogadíscio e infligiram cerca de 24 vítimas. Os conflitos se agravaram até que 19 soldados americanos e mais de mil somalis foram mortos em uma incursão em Mogadíscio em 3 e 4 de outubro de 1993. A ONU retirou a Operação United Shield em 3 de março de 1995, tendo sofrido baixas significativas, e com a estabilidade do governo ainda não restaurada. Em agosto de 1996, Aidid morreu em Mogadíscio.

### Pirataria

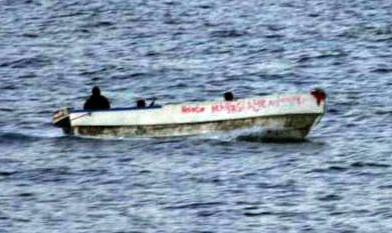
Piratas armados em embarcações de deslocamento rápido ao largo das costas da Somália. Foto: US Navy

Desde o início da guerra civil, nos anos 1990, somalis tem praticado a pirataria nas águas ao largo do Chifre da África, sequestrando navios e petroleiros e suas tripulações em alto mar, em troca de resgate, tornando a região uma ameaça à navegação internacional.
Desde 1998, entidades como a Organização Marítima Internacional e o Programa Alimentar Mundial, ligado à ONU, tem expressado publicamente temores com o aumento da pirataria na região. A ação dos piratas somalis tem elevado o custo dos fretes e impedido a entrega de mantimentos às populações famintas do país por mar, sendo necessária a escolta de navios de guerra para o descarregamento nos portos somalis.
Em agosto de 2008, uma força tarefa naval de coalizão internacional, a Combined Task Force 150, que inclui navios de guerra do Canadá, Estados Unidos, Alemanha, França, Grã Bretanha, Portugal e Turquia entre outros, foi formada para combater a pirataria na região, estabelecendo uma área de patrulha e segurança marítima no golfo de Adem.
Em 7 de outubro de 2008, o Conselho de Segurança da ONU baixou uma resolução convocando os países com navios de guerra nas águas do leste africano a que colocassem seus navios à disposição do combate à ameaça crescente dos piratas somalis, que já sequestraram dezenas de navios mercantes, petroleiros e suas tripulações. A Rússia também anunciou a entrada de seus barcos de guerra na área para combate à pirataria, atuando de forma independente. Em 19 de novembro, a Índia anunciou a destruição de uma embarcação pirata somali, após combate com a fragata INS Tabar, enviada pela marinha indiana à região.
Os piratas são basicamente ex-pescadores, militares ligados aos clãs de senhores da guerra do país dividido e técnicos em eletrônica e GPS, sendo estimados num total de 1 000 homens armados, que, em equipes, se utilizam de pequenas embarcações rápidas para interceptar e abordar os navios.
Em 21 de novembro, a ONU anunciou a formação de uma força de ataque à pirataria e autorizou a marinha indiana a entrar no golfo de Adem e em águas territoriais da Somália, para combater as embarcações piratas e destruir suas bases conhecidas.

## Geografia

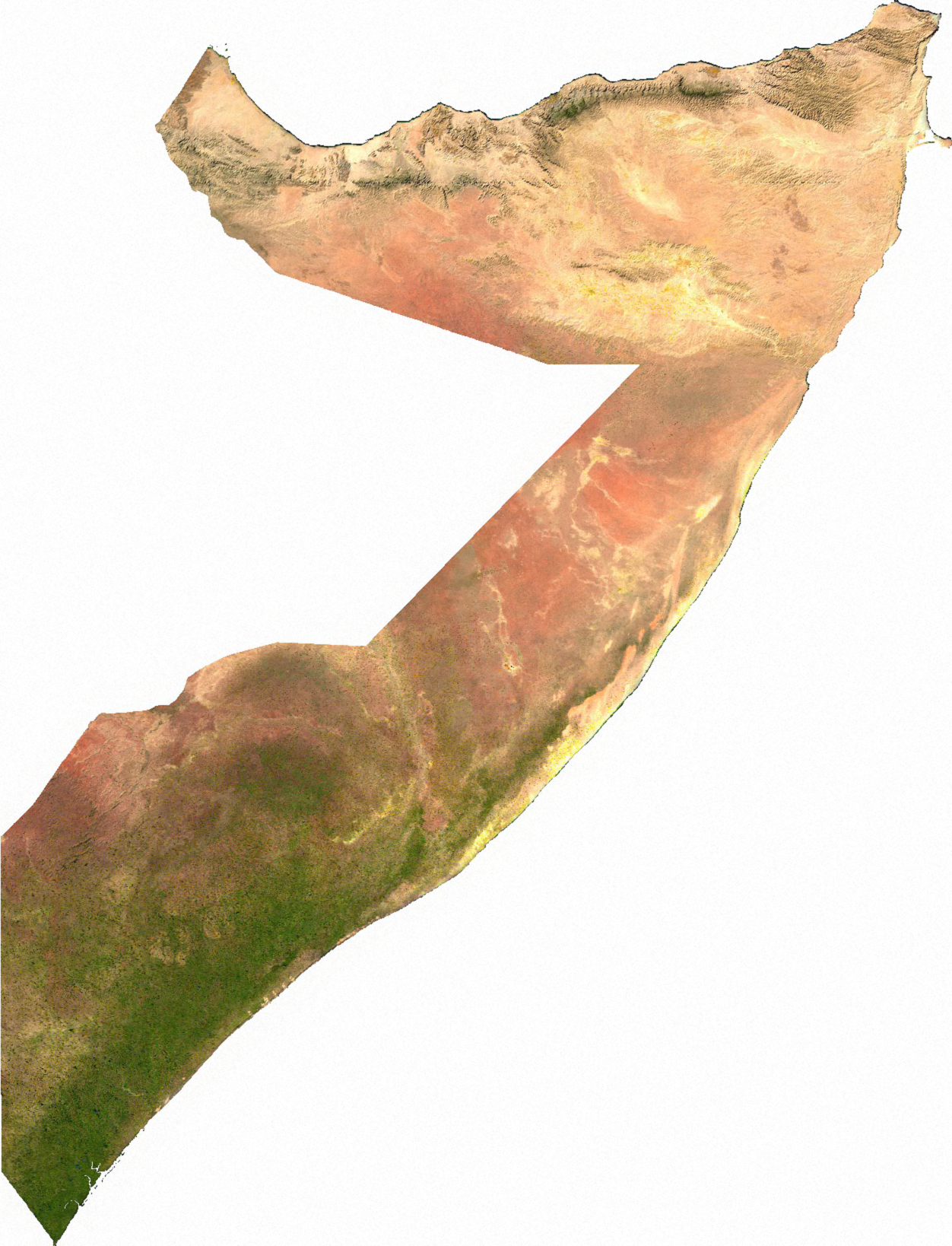
Imagem de satélite do país (The Map Library)

A Somália é o país mais oriental da África, e ocupa uma área de 637 657 km² (aproximadamente igual à soma da área dos estados brasileiros de Minas Gerais e Espírito Santo). A região ocupada pelo país é comumente chamada Chifre da África - pela semelhança entre o desenho de seu mapa com o chifre de um rinoceronte. A região do Chifre da África (ou Corno de África, como é conhecida em Portugal) também inclui os vizinhos Etiópia e Djibuti.
O país está situado na costa leste africana ao norte da linha do Equador, entre o golfo de Adem, a norte, e o oceano Índico a leste. Seu território consiste de muitos platôs, planícies e montanhas. O norte do país é montanhoso, com altitudes entre 900 e 2 100 metros. No noroeste do país, na região autônoma de Somalilândia (autodeclarada independente), segue a cadeia montanhosa de Cal Madow (Surud) desde a fronteira noroeste com a Etiópia até a região de Sanaag, onde localiza-se o ponto mais elevado do país no pico Shimbiris com 2 450 m. As áreas do centro e do sul são planas, com altitudes inferiores a 180 m. Os rios Juba e Shabele nascem na vizinha Etiópia e atravessam o país em direção ao Oceano Índico. O Shebele, entretanto, não alcança o mar, exceto em períodos de chuva mais intensa.

## Demografia

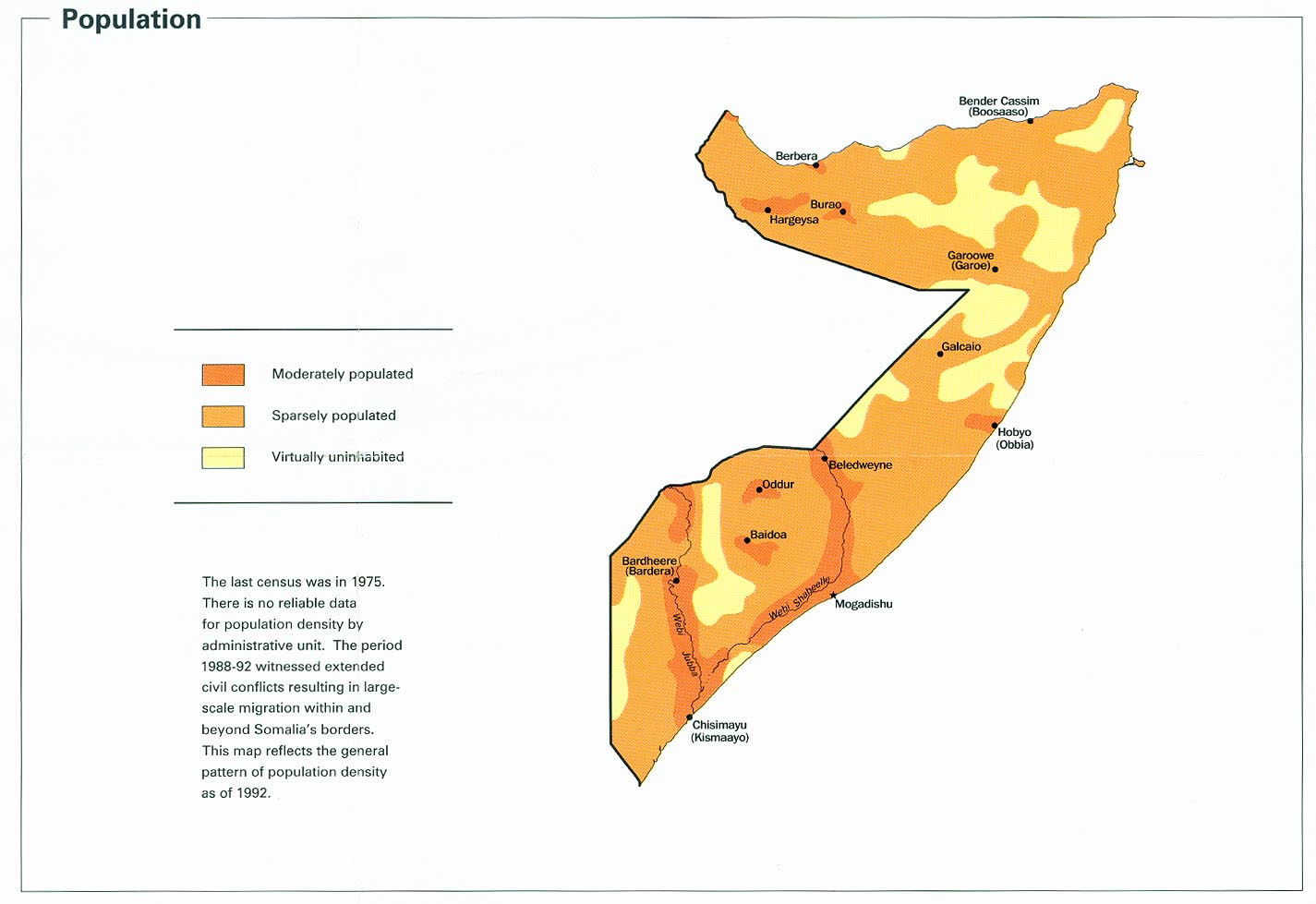
Mapa de 2002 da CIA mostrando a densidade populacional do país

A Somália tem uma população estimada de 18 milhões de pessoas. Cerca de 85% são da etnia somali. Estas estimativas são difíceis de ajustar, devido à complicada situação política do país, e também à natureza nômade muito de seus habitantes. O último recenseamento foi no ano de 1975, baseado em alguns analistas estrangeiros. A taxa de crescimento da população somali é uma das mais elevadas na África e no mundo.
Atualmente, cerca de 60% da população somali é de nômades ou seminômades, criadores de gado, camelos e cabras. Aproximadamente 25% dos habitantes são agricultores assentados nas regiões férteis entre os rios Juba e Shebelle, a sul do país. O resto da população está concentrada nas áreas metropolitanas.

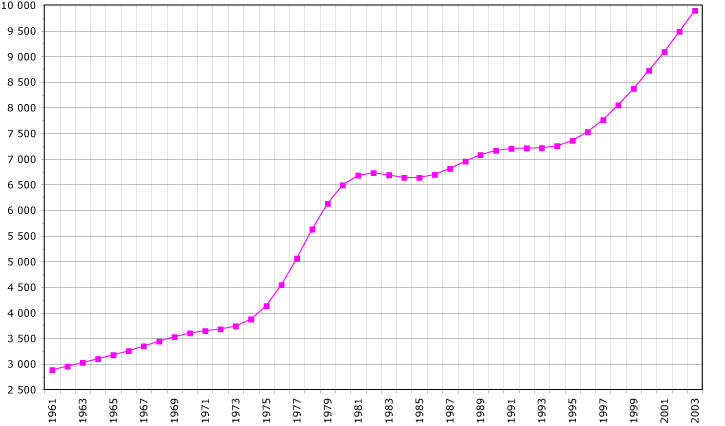
Evolução da população somali entre 1961 e 2003

A guerra civil no início de 1990 aumentou consideravelmente o tamanho da diáspora somali. Depois da guerra, a Somália teve uma grande comunidade de refugiados fora do país, uma das maiores da África. Somalis nômades e grupos de minorias étnicas compõem o restante da população do país, incluindo: benadiris, bravaneses, bantus, bajunis, indianos, persas, italianos e britânicos.
Há poucas informações e estatísticas fiáveis sobre urbanização na Somália. No entanto, estimativas foram feitas indicando uma urbanização de 5% e 8% ao ano, com muitas das cidades em  crescimento rápido e, às vezes, desordenado. Atualmente, 37% da população do país vive em cidades, porcentagem que tende a aumentar rapidamente.

### Línguas
O número de línguas faladas na Somália é muito reduzido quando comparado com outros países da África. As línguas oficiais do país são o somali e o árabe. O inglês e o italiano são as línguas estrangeiras mais utilizadas e são classificadas como "segundas línguas" pelo governo de transição somali. O somali é classificado como "primeira língua" pelo povo somali, o grupo étnico mais populoso do país. É membro do ramo Cuxítico da família de línguas afro-asiáticas, cujos parentes mais próximos falavam línguas dos tipos Afar e Saho.

## Política
A situação política da Somália é ainda confusa. O poder político encontra-se dividido por vários senhores da guerra que dominam várias zonas do país. Com o transcorrer da guerra civil, estes foram os estados autônomos que surgiram na Somália após 1990, apenas a Somalilândia se autoproclamou independente, os outros três reivindicam autonomia dentro de uma Somália unificada.
| Bandeira                 | Estados      | Capital          | Independência/Autonomia |
| ------------------------ | ------------ | ---------------- | ----------------------- |
| Bandeira de Galmudug     | Galmudug     | Gaalkacyo do sul | 14 de agosto de 2006    |
| Bandeira de Puntlândia   | Puntlândia   | Garoowe          | 5 de maio de 1998       |
| Bandeira da Somalilândia | Somalilândia | Hargeisa         | 18 de maio de 1991      |
| Bandeira de Maakhir      | Maakhir      | Badhan           | 1 de julho de 2007      |

## Subdivisões

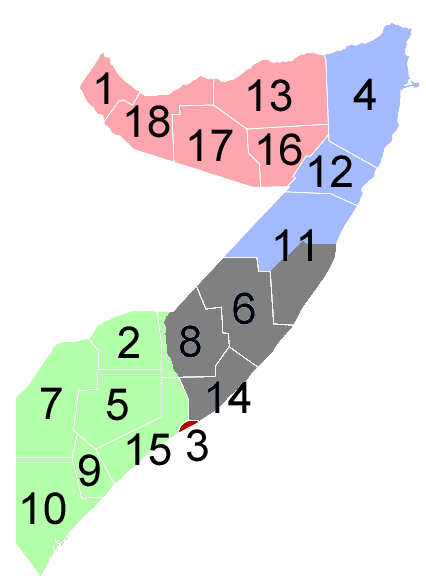
Regiões da Somália, numeradas

A Somália está dividida em 18 regiões (plural - gobollada, singular - gobolka):
| 1. Awdal 2. Bakool 3. Banaadir 4. Bari 5. Bay 6. Galguduud 7. Gedo 8. Hiiraan 9. Jubbada Dhexe | 1. Jubbada Hoose 2. Mudug 3. Nugaal 4. Sanaag 5. Shabeellaha Dhexe 6. Shabeellaha Hoose 7. Sool 8. Togdheer 9. Woqooyi Galbeed |

## Economia

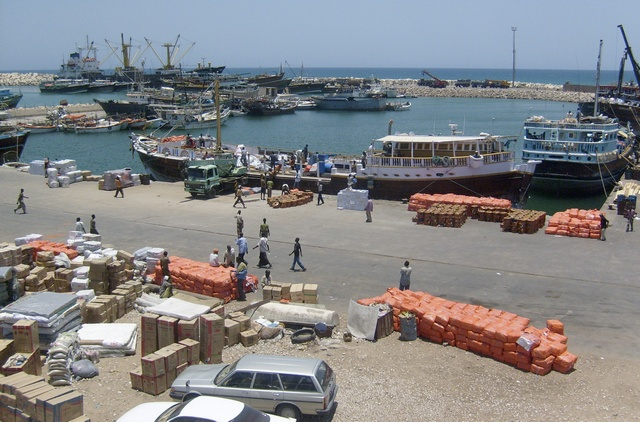
Porto de Bosaso

Principais produtos de exportação da Somália em 2019

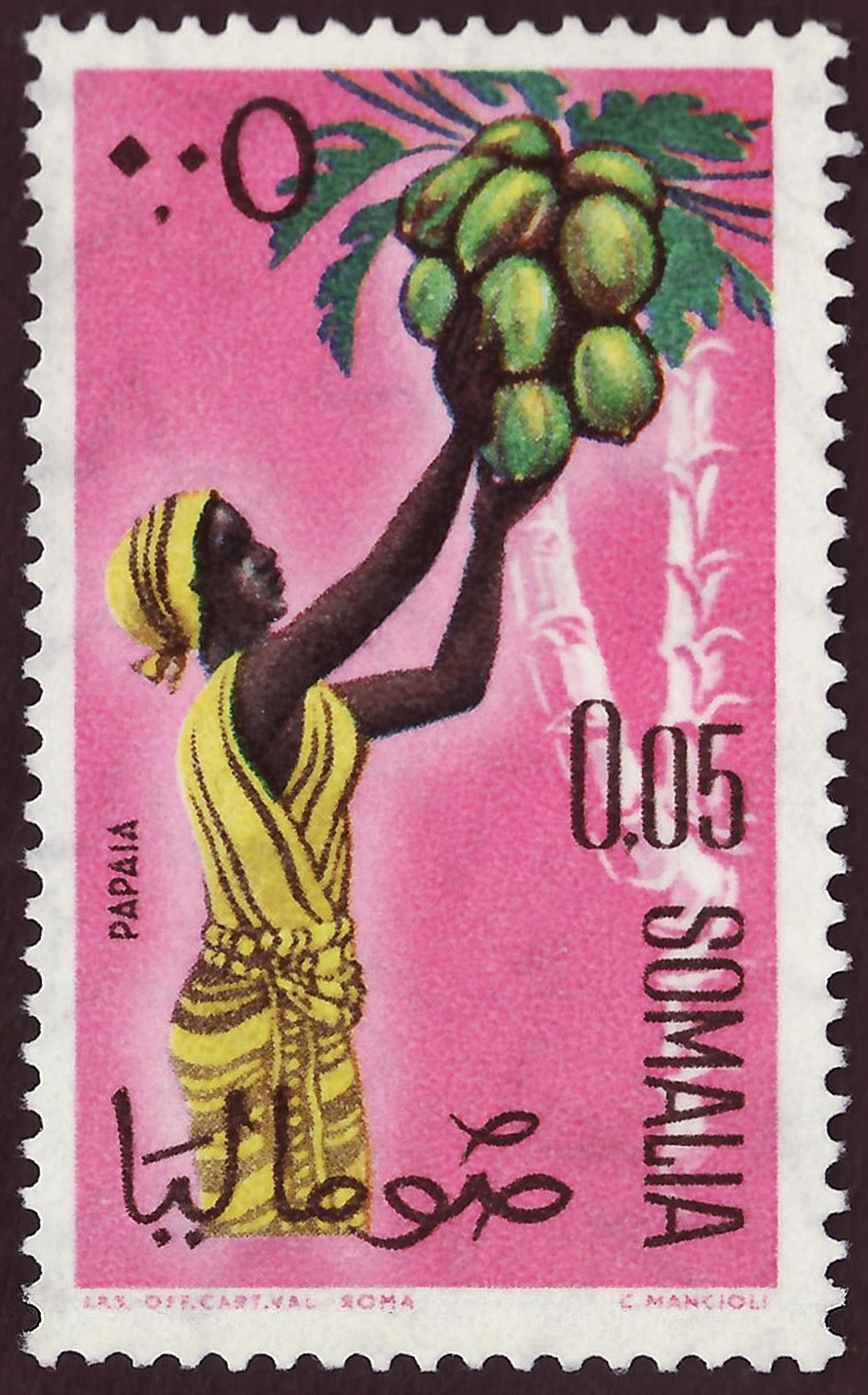
Colheita de mamão mostrada num selo somali de 1961

O país tem uma economia de mercado. É um dos países mais pobres do planeta, tendo relativamente poucos recursos naturais. A economia é excessivamente agrícola, pouco industrializada, sendo que as indústrias mais predominantes são a de refinação de açúcar e a têxtil. 65% do seu PIB vem da agricultura, contra 25% de serviços e 10% da indústria.
A maior parte da economia foi devastada na Guerra Civil Somali. A criação de gado respondia por cerca de 40% do PIB e por cerca de 65% das exportações. Grande parte de sua população que vive da criação de gado é nômade ou seminômade. Além do gado, a banana era outro importante item de exportação. O açúcar, o sorgo, o milho e os peixes são produtos para o mercado interno. Grande parte da economia se baseia à criação de camelos, setor pecuário que o país possui o maior rebanho do mundo. A produção leiteira do país é o setor econômico mais destacado: em 2019 o país produziu 2,1 bilhões de litros de leite de animais variados (camela, vaca, ovelha e cabra). Já a produção de carne do país é pequena. A agricultura do país não produz grandes quantidades: em 2019, os maiores volumes estavam na cana de açúcar, frutas, sorgo, mandioca, legumes, milho e gergelim. Nos dados oficiais, as maiores exportações de produtos agropecuários processados do país em termos de valor, em 2019, foram: gergelim (U$ 38,7 milhões), limão (U$ 7,9 milhões), peles (U$ 1,8 milhões) e óleos (U$ 1,4 milhões), entre outros. O pequeno setor industrial se baseia no processamento de produtos agrícolas, e responde por 10% do PIB, a maioria das instalações industriais foi fechada por causa da guerra civil. Além disso, em 1999, distúrbios na capital, Mogadíscio e áreas vizinhas atrapalharam ações de ajuda internacional.
A Somália tem uma das mais altas taxas de mortalidade infantil do mundo, com cerca de 10% das crianças morrendo pouco depois de nascer e 25% das sobreviventes morrem antes dos 5 anos de idade. A organização humanitária Médicos Sem Fronteiras considera a situação do país "catastrófica". Para piorar, o país tem o maior número de subnutridos do mundo (75%), e não a Etiópia, que possui 50% de seu povo. Isso coloca a Somália entre os 8 países mais pobres do mundo (o mais pobre é Serra Leoa).

## Infraestrutura

### Saúde
Até 1991, a estrutura organizacional e administrativa do setor de saúde da Somália era supervisionada pelo Ministério da Saúde. As autoridades médicas regionais gozavam de alguma autoridade, mas a administração deste setor era amplamente centralizada. A exploração da saúde pelo setor privado foi proibida em 1972, sob iniciativa do governo de Siad Barre. Durante a guerra civil, o sistema de saúde público foi em grande parte destruído, assim como outros setores anteriormente nacionalizados, com a iniciativa privada substituindo o antigo monopólio do governo sobre a saúde. Muitos novos centros de saúde, clínicas, hospitais e farmácias foram estabelecidos no processo por meio de iniciativas locais. Embora a saúde esteja agora amplamente concentrada no setor privado, o sistema público de saúde do país está em processo de reconstrução e é supervisionado pelo Ministério da Saúde. A região autônoma de Puntland mantém seu próprio Ministério da Saúde, assim como a região separatista da Somalilândia.
Comparando o período de 2005 a 2010 com a meia década imediatamente anterior à eclosão do conflito (1985-1990), a expectativa de vida no país aumentou de uma média de 47 anos para homens e mulheres para 48,2 anos para homens e 51 anos para mulheres. Da mesma forma, o número de crianças de um ano totalmente imunizadas contra o sarampo aumentou de 30% em 1990 para 40% em 2005; e para a tuberculose, cresceu de 20% para 50% no mesmo período.
De acordo com uma estimativa da Organização Mundial de Saúde de 2005, cerca de 97,9% das mulheres e meninas da Somália foram submetidas à mutilação genital feminina, um costume pré-marital endêmico principalmente no Chifre da África e em partes do Oriente Médio. Incentivado por mulheres na comunidade, tem como objetivo principal proteger a castidade, deter a promiscuidade e oferecer proteção contra agressões sexuais. Em 2013, a UNICEF em conjunto com as autoridades somalis relatou que a taxa de prevalência entre meninas de 1 a 14 anos nas regiões autônomas do norte de Puntland e Somalilândia caiu para 25% após uma campanha de consciência social e religiosa. Cerca de 93% da população masculina da Somália também é circuncidada.

### Educação

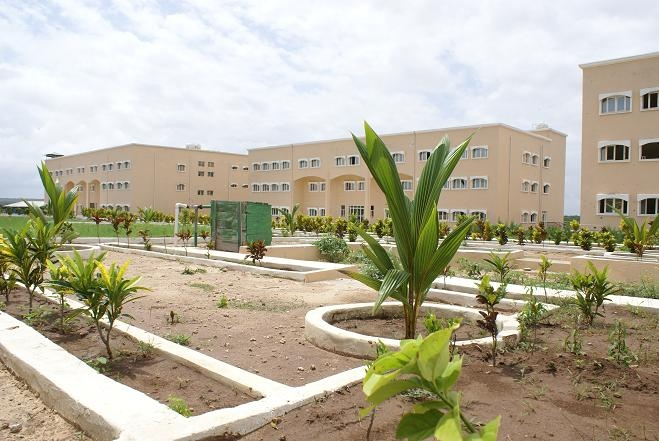
Campus principal da Universidade de Mogadíscio

O Ministério da Educação é oficialmente responsável pela educação na Somália, e supervisiona o ensino primário, secundário, formação técnica e profissional, bem como a formação e capacitação de professores e educação não formal. Cerca de 15% do orçamento do governo é destinado à educação. As macrorregiões autônomas de Puntland e Somalilândia mantêm seus próprios Ministérios da Educação. Cerca de 37,8% da população com 15 anos ou mais de idade sabe ler e escrever, sendo maior entre os homens (49,7%) e apenas 25,8% entre as mulheres, conforme estimativas de 2006.
Após a eclosão da guerra civil, em 1991, a tarefa de administração de escolas na Somália foi inicialmente ocupada por comissões de educação da comunidade estabelecida em 94% das escolas locais. Diversos problemas surgiram com relação ao acesso à educação nas áreas rurais, além da qualidade educacional, capacidade de resposta dos currículos escolares, os padrões educacionais e controles, gestão e planejamento de capacidade e financiamento.
O ensino superior na Somália é em grande parte privado. Algumas universidades do país, incluindo a Universidade de Mogadíscio, estão entre as 100 melhores universidades da África, apesar do ambiente hostil. Outras universidades também oferecem ensino superior, entre elas a Universidade Benadir, a Universidade Nacional da Somália, Universidade Kismayo e a Universidade de Gedo. Em Puntland, o ensino superior é fornecido pela Universidade do Estado de Puntland e pela Universidade da África Oriental. Na Somalilândia, a educação superior é fornecida pela Universidade Amoud, Universidade de Hargeisa, Universidade de Tecnologia da Somalilândia e Universidade Burao.

## Cultura
A cultura somali é amplamente baseada no islã e na poesia, e tem se desenvolvido oralmente ao longo dos anos. A facilidade na fala é considerada uma propriedade especialmente entre os somalis, tendo-se muito em conta em figuras, como as de políticos ou líderes religiosos. A religião majoritária no país é o sunismo, o que obriga os cidadãos a abster-se de porco e álcool, assim como de participar de jogos de azar. Muitas mulheres usam o hijabe.